# Phalaenopsis reichenbachiana
Phalaenopsis reichenbachiana Rchb.f. & Sander, 1882 è una pianta della famiglia delle Orchidacee endemica delle isole Filippine.

## Descrizione
È un'orchidea epifita di piccola taglia, a crescita monopodiale. Presenta un corto stelo (mediamente 5 centimetri) avvolto da persistenti ed embricate guaine fogliari, portante foglie da sub-erette ad arcuate, assottigliate alla base, a forma da obovato-oblanceolata ad obovato-ellittica, con apice arrotondato. La fioritura avviene mediante un'infiorescenza vagamente racemosa, spesso ramificata, che aggetta lateralmente, da eretta a ricurva, lunga in media 45 centimetri, ricoperta di brattee a forma triangolare e portante da pochi a molti fiori. Questi sono grandi in media 4 centimetri, hanno consistenza carnosa e sono di colore verde mela variegato con stiature marroncine in petali e sepali, mentre il labello è trilobato coi lobi laterali rialzati, di colore rosa e arancione.

## Distribuzione e habitat
La specie è endemica delle isole Filippine, in particolare dell'isola di Mindanao, dove cresce epifita sugli alberi di foreste tropicali.

## Sinonimi
Polychilos reichenbachiana (Rchb.f. & Sander) Shim, 1982

Phalaenopsis kimballiana Gower, 1888

Phalaenopsis sumatrana var. kimballiana Rchb.f., 1888

## Coltivazione
Questa pianta è bene coltivata in panieri appesi, su supporto di sughero oppure su felci arboree e richiede in coltura esposizione luminosa, però all'ombra, temendo la luce diretta del sole, e temperature calde nel periodo della fioritura che è consigliabile abbassare nella fase di riposo vegetativo..